# (308379) 2005 RS43
(308379) 2005 RS43 est un objet transneptunien, en résonance 1:2 avec Neptune donc un twotino, d'environ 300 km de diamètre.